# Васильки справжні
Васи́льки справжні, васильок духмя́ний, також — базилі́к (запозичене з французької мови basilic) (Ocimum basilicum L.) — однорічна трав'яна рослина родини глухокропивових (Lamiaceae). Широко використовується у кулінарії як пряність.

## Поширення
У дикому стані росте в Ірані, Індії, Китаї та інших країнах. Також у здичавілому стані трапляється на півдні Азії, в північно-східній Африці, тропіках Америки, в Середній Азії та на Кавказі.

## Ботанічний опис
Васильок справжній має чотиригранне стебло до 30—80 сантиметрів густо вкрите листками. Корінь стрижневий, сильно розгалужений, розташовується в приповерхневому шарі ґрунту. Листки продовгасто-яйцеподібної форми, зверху загострені, до 5 сантиметрів, мають зубчасті краї. Стебла, листки і чашечки квітів покриті волосинками з залозами, що містять ефірну олію, яка й надає рослині аромату. Квітки розташовані на кінцях стебла у вигляді китиць по 6—10 суцвіть. Квітки зазвичай білі, чи рожеві, зрідка фіолетові. Квітне рослина влітку. Плоди сухі і під час достигання розпадаються на чотири темно-бурі горішки до 1,2—1,5 міліметра.
Є кілька різновидів васильку різного забарвлення листків та аромату. Одні мають синюваті листки та аромат, схожий на суміш духмяного перцю з чаєм, інші — коричнувато-фіолетові листки з ароматом гвоздики і м'ятою, але найпоширенішим є зелені васильки з ароматом лаврових листків з гвоздикою.

## Хімічний склад
У період бутонізації васильки накопичують найбільше аскорбінової кислоти. Під час дозрівання насіння має до 19 % жирних олій. Ці особливості треба враховувати під час заготівлі васильку як лікарської сировини.
Також васильок є джерелом ефірної олії, евгенолу та камфори. Основне накопичення ефірної олії відбувається влітку, коли рослина обростає молодими листками. В листках міститься 1,6—6 % ефірної олії, в суцвіттях 1,5—3,5 %, в стеблах до 0,3 %. Ця олія містить евгенол, метилхавікол, цинеол, ліналоол, камфору, оцимен. Наземна частина рослини також містить до 6 % дубильних речовин, глікозиди, сапоніни, мінеральні речовини, каротин, фітонциди, вітамін С, В2, РР, рутин.

## Заготівля
Васильок збирають під час цвітіння. Використовують наземну частину рослини, яку зрізують на висоті 8—12 сантиметрів над землею. Обрізок стебла дає нові пагони, які швидко відростають, тож за сезон можна зібрати до 3 врожаїв. Зібрану траву сушать у тіні в добре провітрюваних сухих приміщеннях. Висушені листки подрібнюють. Рідше засолюють свіжу зелень васильку.

## Кулінарне використання
Васильки як пряність широко використовують як свіжим, так і сушеним. Колись їх називали царською травою. Уся надземна частина рослини має приємний аромат і ніжний смак.
Властивості васильків виявляються в стравах поступово — спочатку вони мають дещо гіркуватий, а згодом солодкуватий присмак. Їх додають до супів, м'ясних та овочевих страв, рибних страв, зокрема до страв із квасолі, гороху, бобів, помідорів, шпинату, квашеної капусти. Найпоживнішими васильки є свіжими. Молоді пагони дрібно ріжуть і додають у бутербродне масло, салати, сир, омлет.
Подрібнене сушене листки васильків поліпшують смак ковбас, паштетів; їх додають у перцеву суміш. Молоді гілочки і листочки використовують для ароматизації оцту, який потім годиться для салатів і білих соусів. Васильки добре поєднується з прянощами: майораном, петрушкою, коляндрою, м'ятою, естрогоном. У суміші з розмарином набувають перцевого запаху; з чабером — підсилюють гостроту страви. За його добре поєднання з помідорами васильки відомі як «томатні прянощі». В Італії зі свіжого листя готують славнозвісне пéсто. Для цього звіжозібране листя подрібнюють до однорідної маси, додають трішки часнику, кедрових горішків та солі. 
Насіння додають у популярний на Сході десерт фалуда.

## Медичне використання
Васильок відомий також як лікарська рослина. Він має протисудомну, антисептичну, спазмолітичну, протизапальну та болевгамовуючу дію. До його складу входить камфора, яка збуджує центральну нервову систему і активізує роботу серця. Васильок відварюють і п'ють при хронічних захворюваннях шлунка, сечового міхура, для зниження температури, для боротьби з безсонням чи при нервовому перенапруженні. Відвар також використовують для зовнішньої обробки ран, виразок, екзем, дерматитів.
Ефірна олія васильку має бактерицидну дію. Рослина знімає спазмолітичні напади, корисна під час здуття живота, метеоризму тощо. Суху і свіжу траву васильку використовують також для ароматичних ванн, замість нюхального тютюну.

## Галерея

Васильки справжні - Ocimum basilicum L.
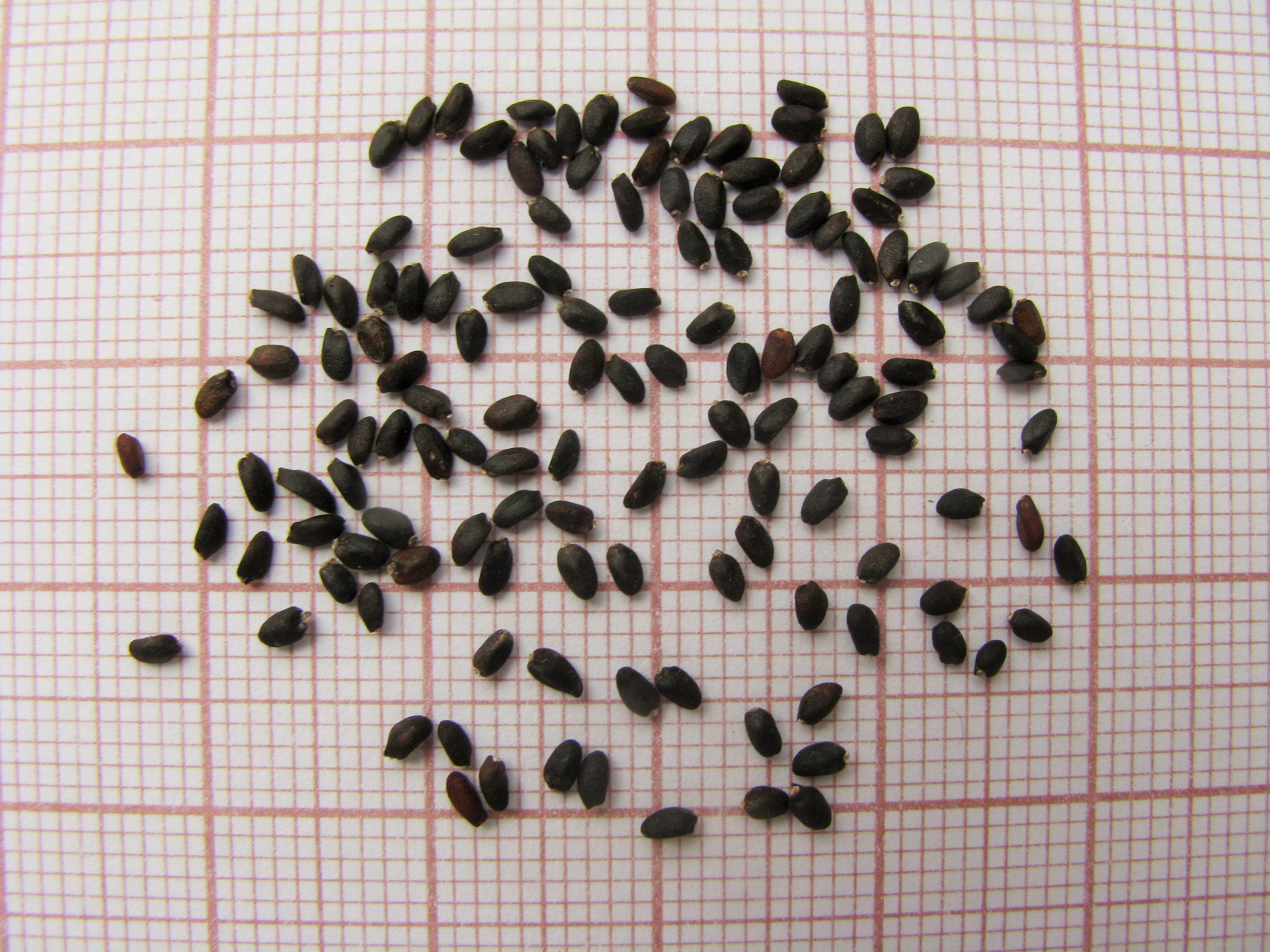
Насіння
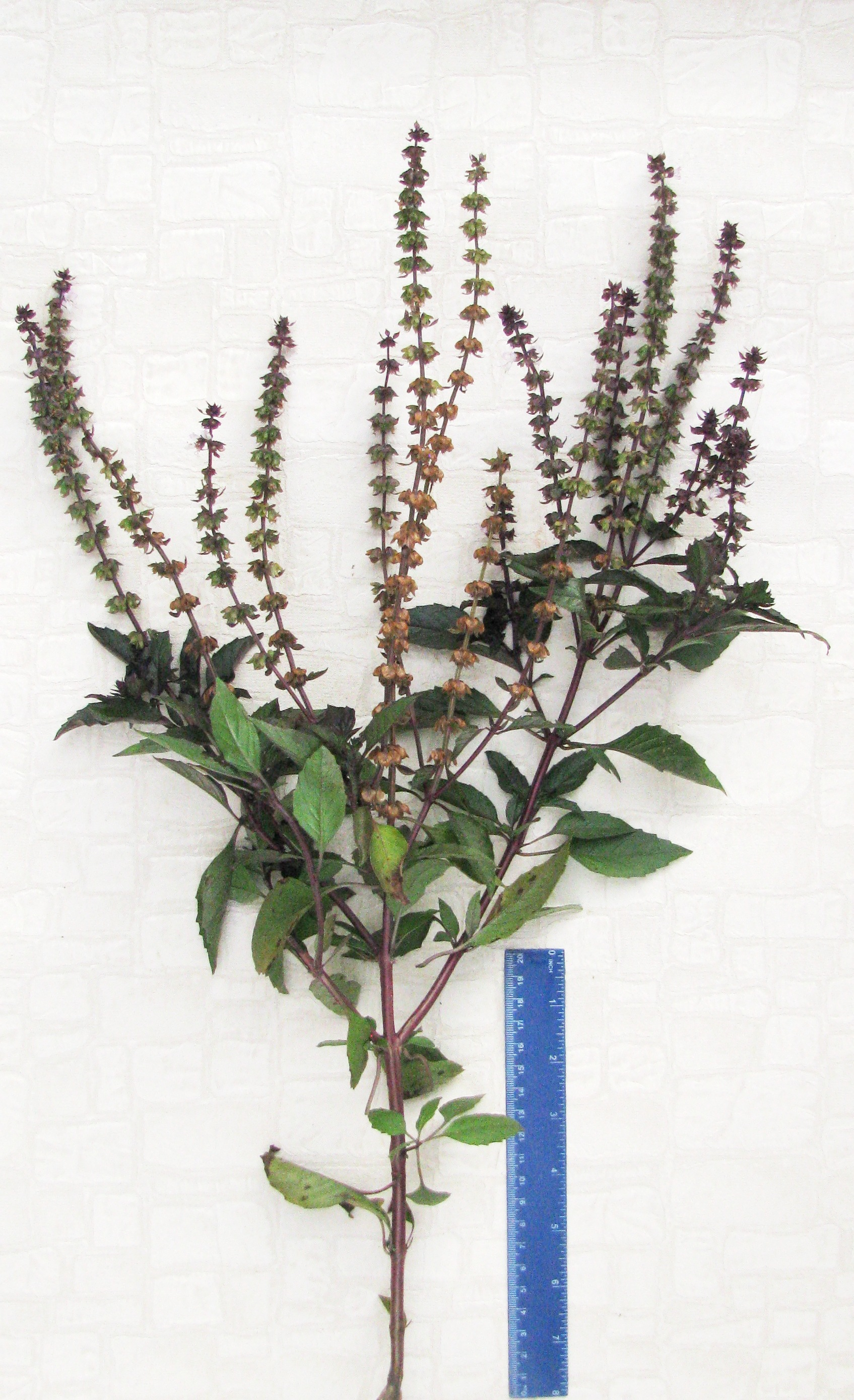
Рослина перед достиганням насіння
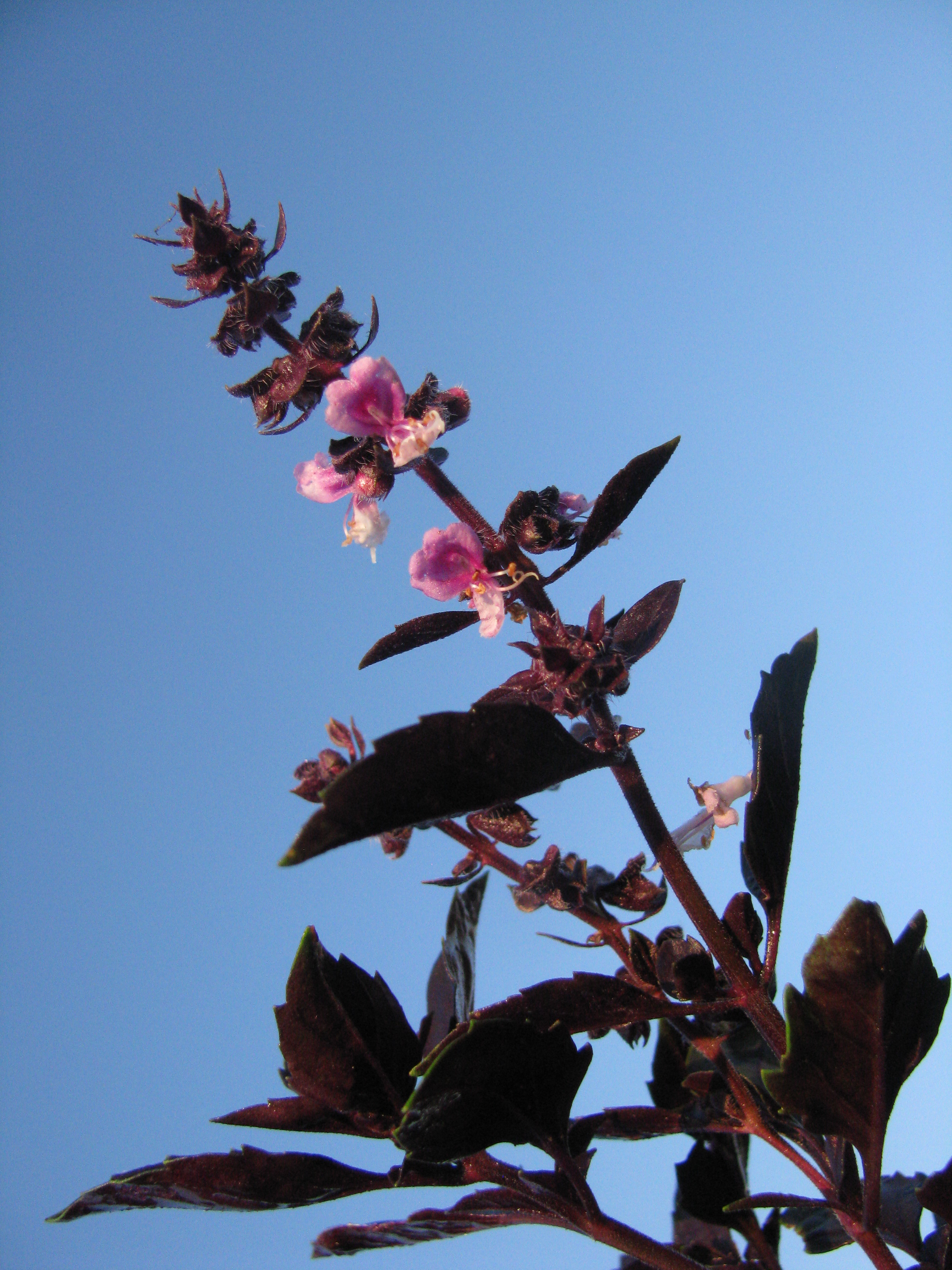
Суцвіття сорту LS 2712
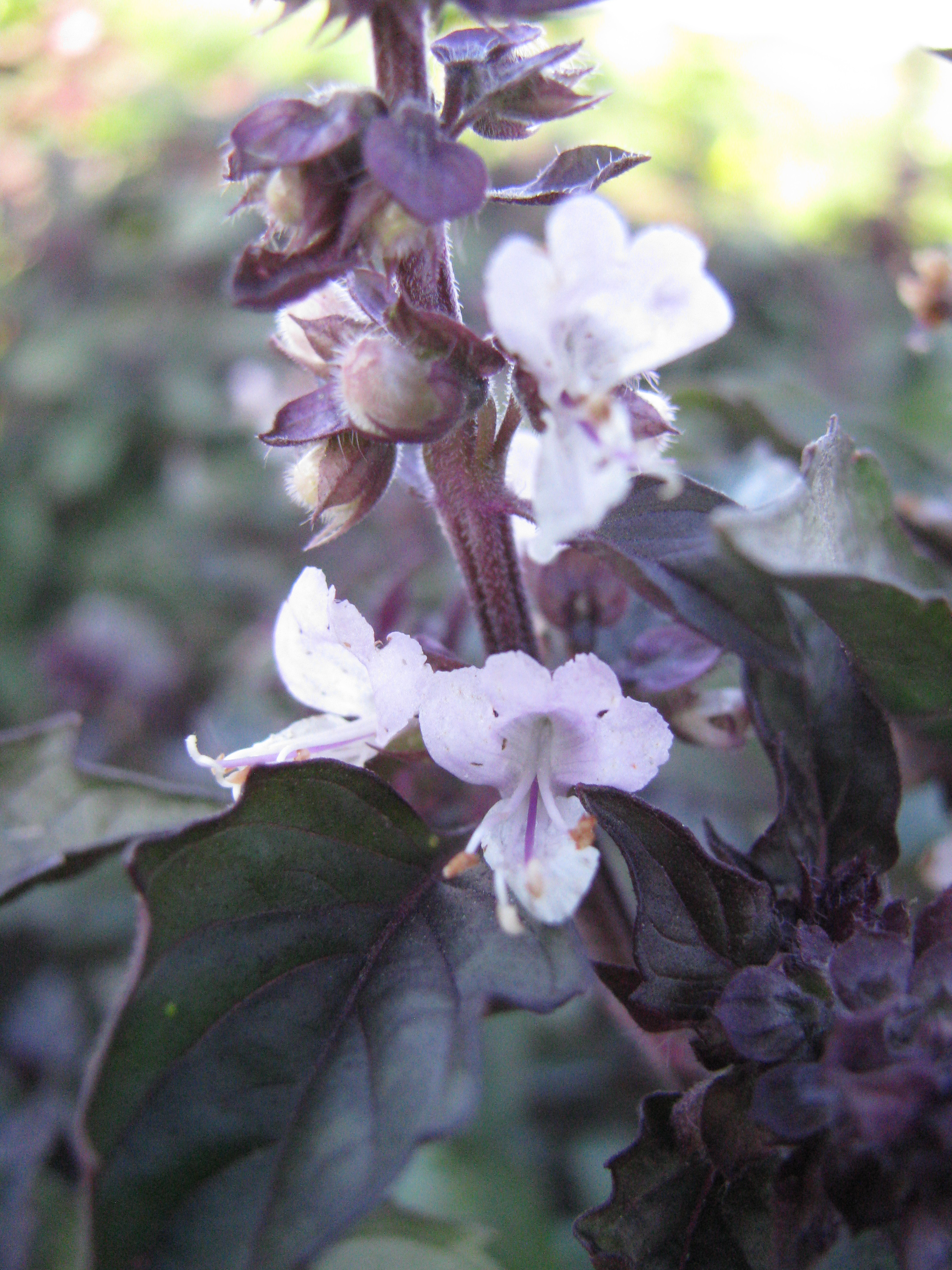
Квітки
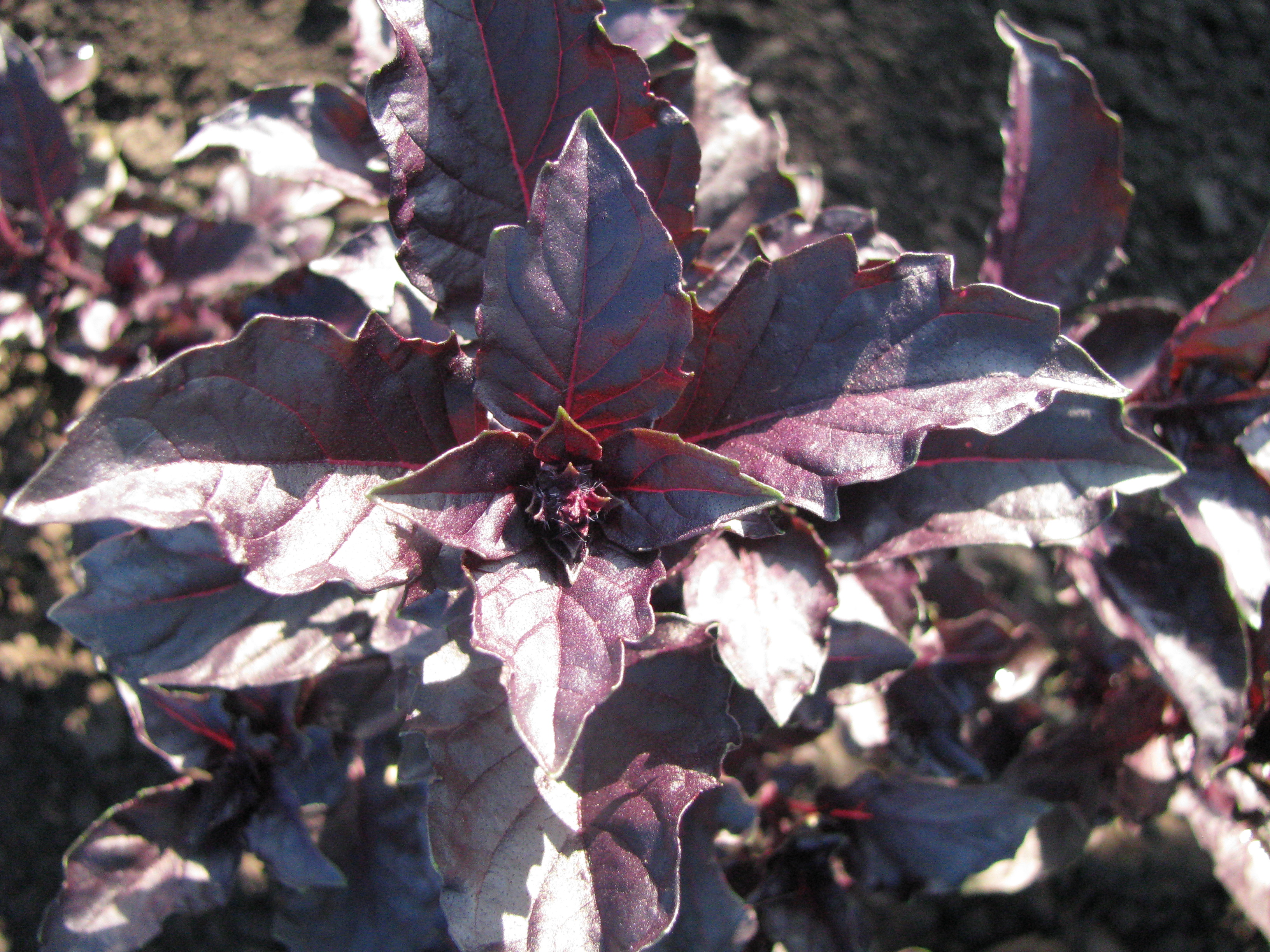
Сорт LS 2712
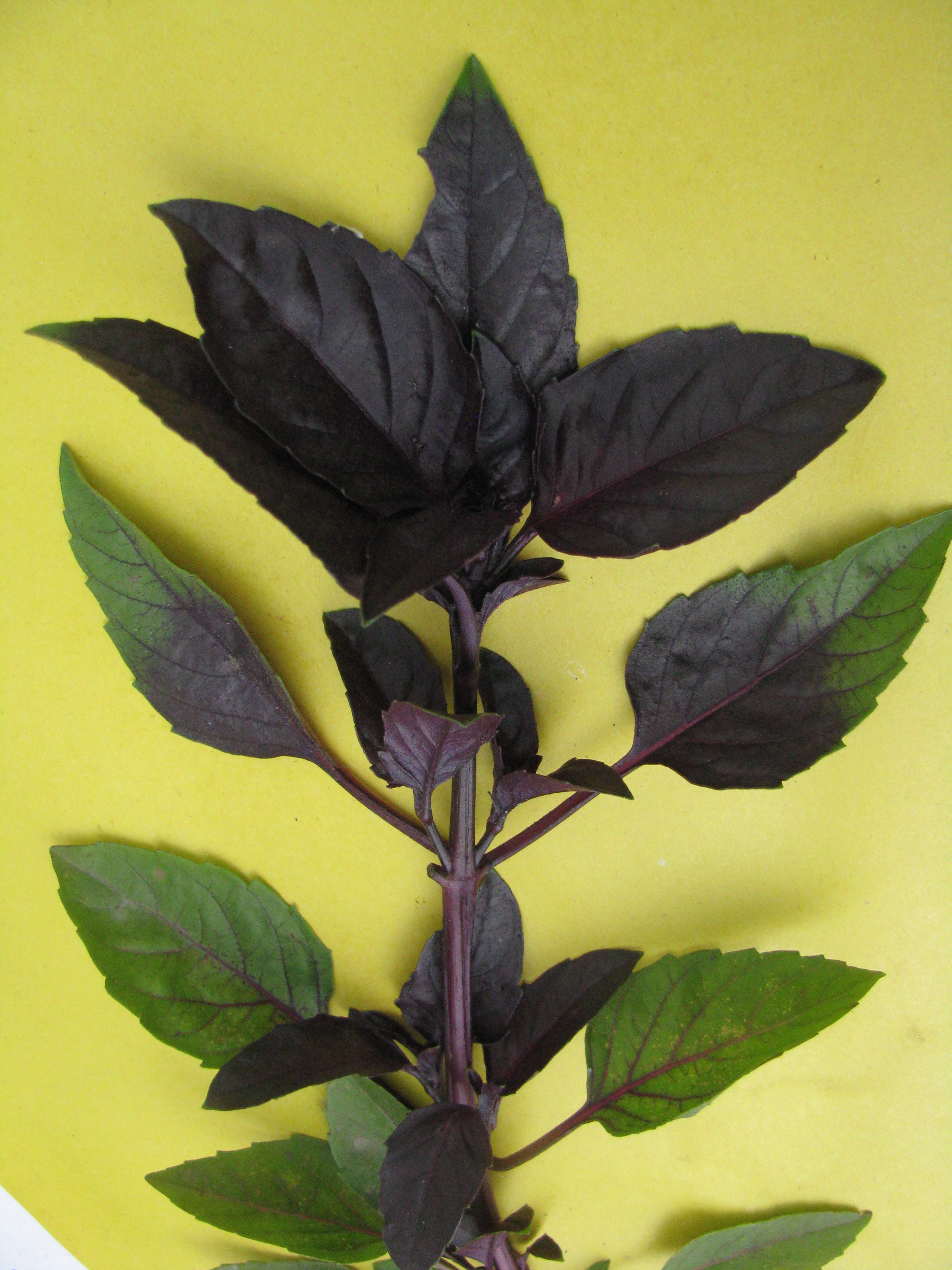
Явище нерівномірного забарвлення листків
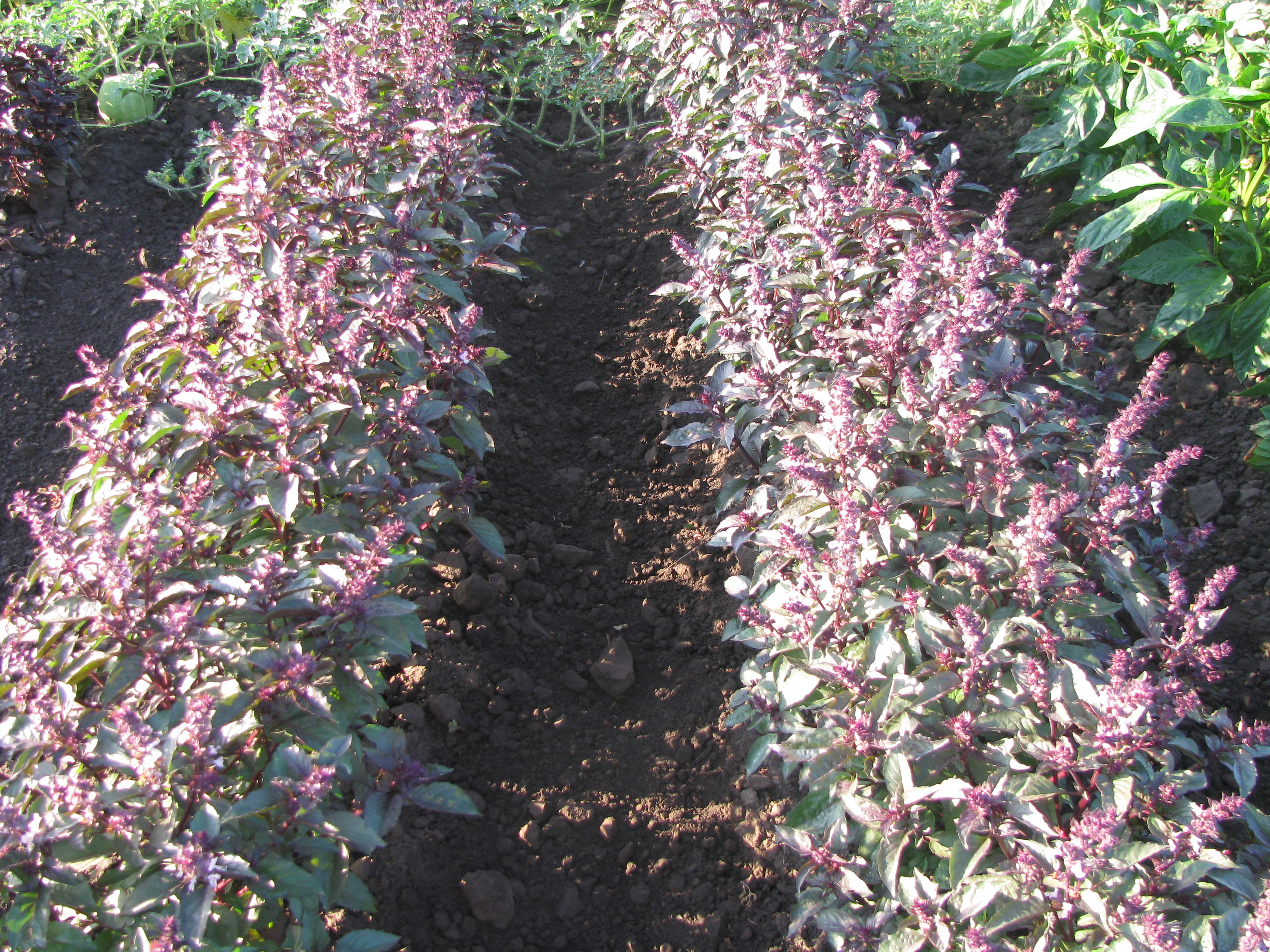
Грядка з васильками фіолетовими сорт LS 2712
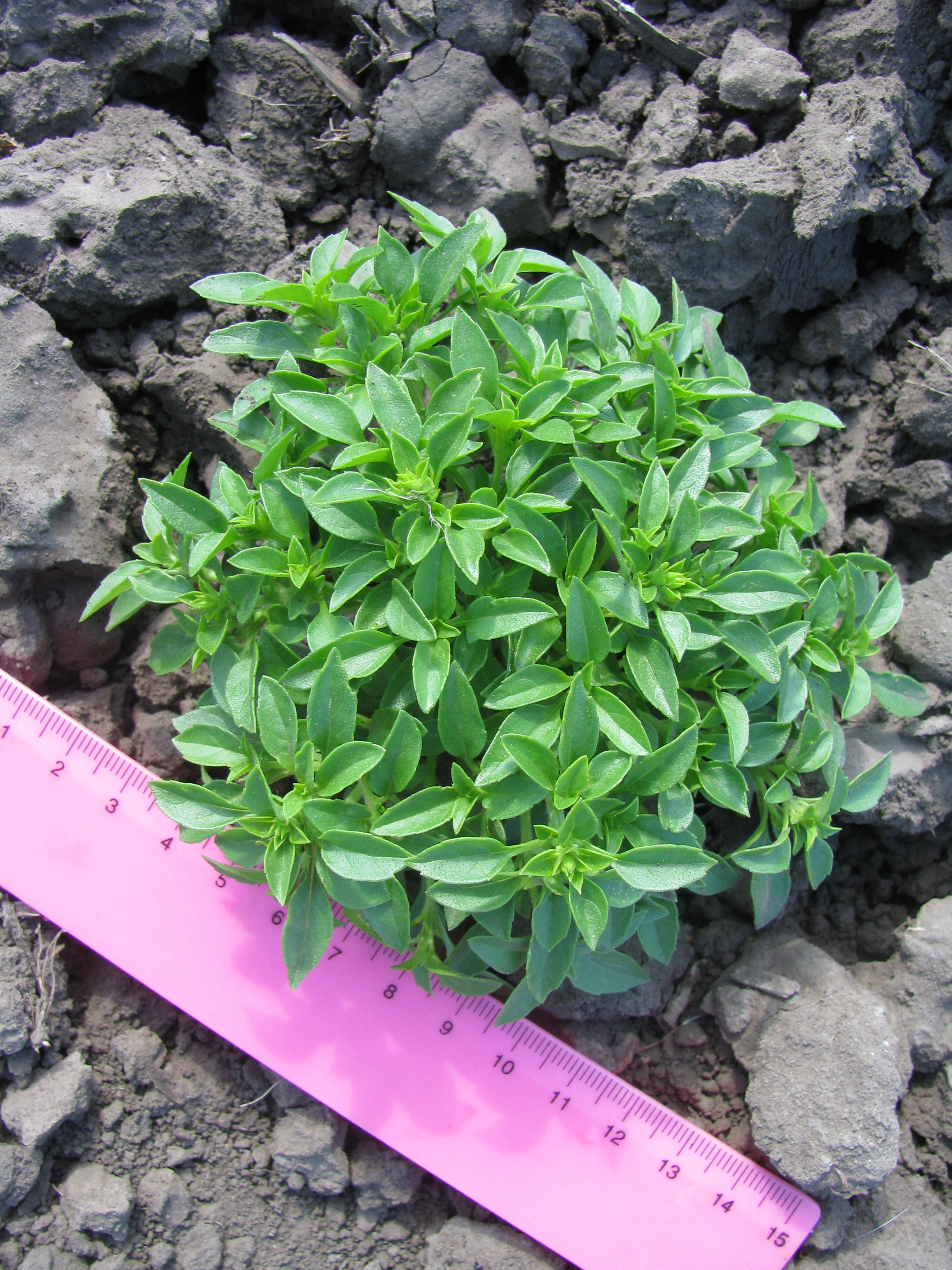
Васильки зелені сорт Карликовий грецький
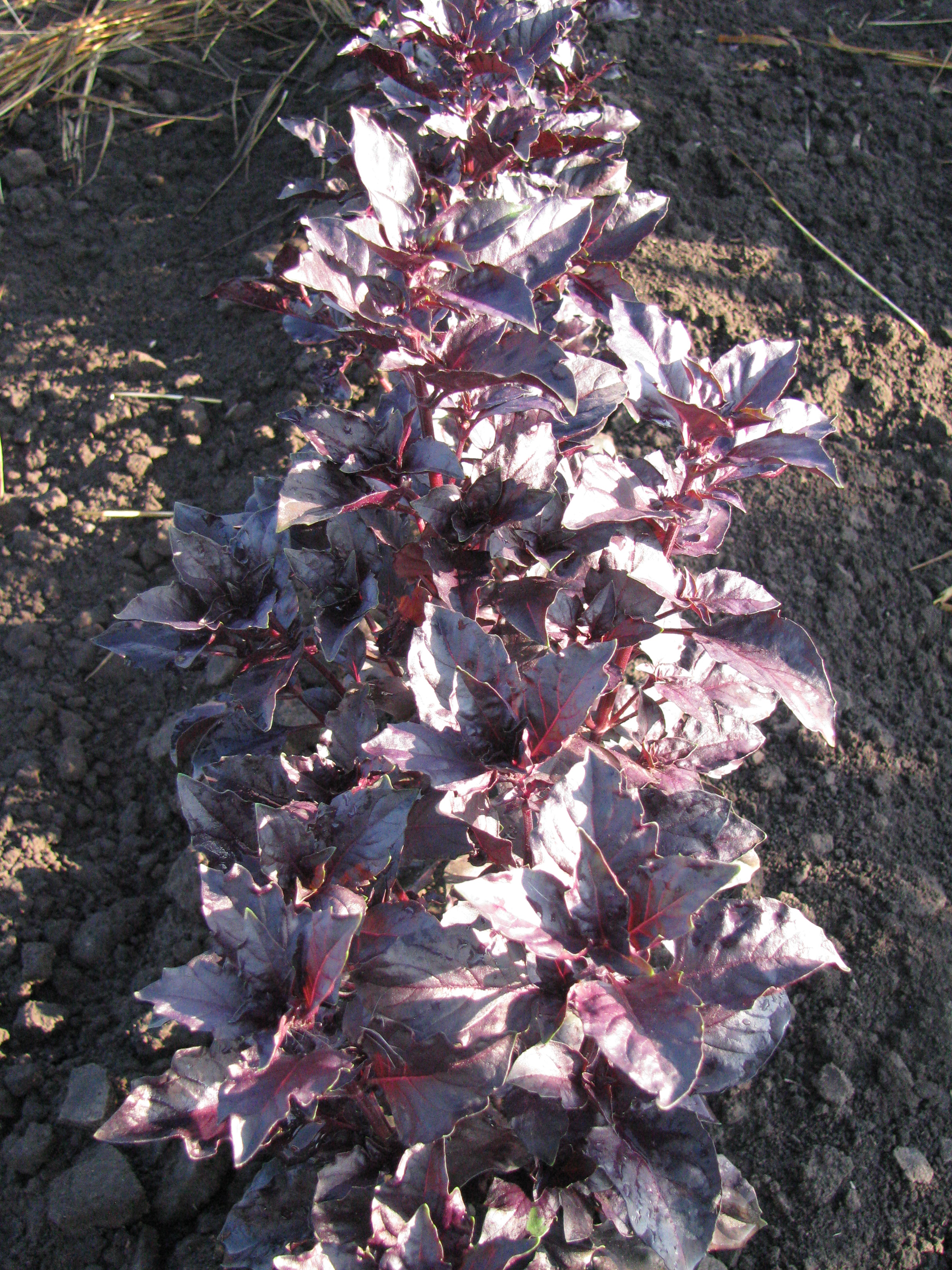
Сорт LS 2712 з Нової Каховки
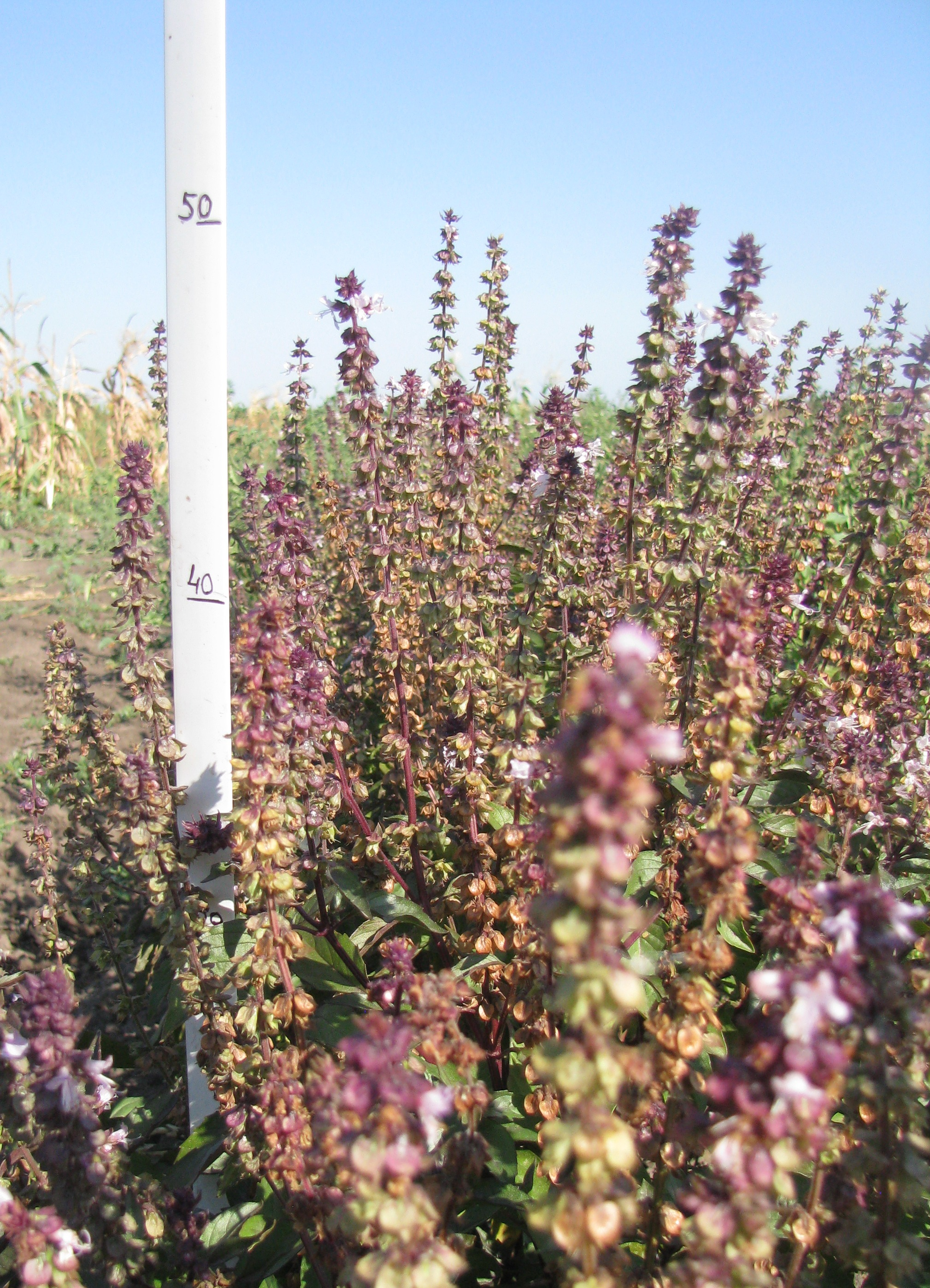
Достигання насіння